# Саут-Апопка (Флорида)
Саут-Апопка (англ. South Apopka) — переписна місцевість (CDP) в США, в окрузі Орандж штату Флорида. Населення — 6803 особи (2020).

## Географія
Саут-Апопка розташований за координатами 28°39′46″ пн. ш. 81°30′52″ зх. д. / 28.66278° пн. ш. 81.51444° зх. д. (28.662858, -81.514549).  За даними Бюро перепису населення США в 2010 році переписна місцевість мала площу 6,13 км², з яких 5,90 км² — суходіл та 0,23 км² — водойми.

## Демографія
Згідно з переписом 2010 року, у переписній місцевості мешкало 5728 осіб у 1808 домогосподарствах у складі 1339 родин. Густота населення становила 935 осіб/км².  Було 2056 помешкань (336/км²).
Расовий склад населення:
| - 64,1 % — чорних або афроамериканців - 26,9 % — білих - 0,5 % — корінних американців - 0,5 % — азіатів - 6,0 % — осіб інших рас |

До двох чи більше рас належало 2,0 %. Частка іспаномовних становила 17,7 % від усіх жителів.
За віковим діапазоном населення розподілялося таким чином: 28,6 % — особи молодші 18 років, 60,5 % — особи у віці 18—64 років, 10,9 % — особи у віці 65 років та старші. Медіана віку мешканця становила 33,2 року. На 100 осіб жіночої статі у переписній місцевості припадало 97,1 чоловіків;  на 100 жінок у віці від 18 років та старших — 93,2 чоловіків також старших 18 років.
Середній дохід на одне домашнє господарство  становив 40 060 доларів США (медіана — 31 089), а середній дохід на одну сім'ю — 44 031 долар (медіана — 34 567). Медіана доходів становила 25 075 доларів для чоловіків та 30 438 доларів для жінок. За межею бідності перебувало 38,1 % осіб, у тому числі 55,5 % дітей у віці до 18 років та 32,4 % осіб у віці 65 років та старших.
Цивільне працевлаштоване населення становило 2062 особи. Основні галузі зайнятості: мистецтво, розваги та відпочинок — 18,2 %, роздрібна торгівля — 17,0 %, будівництво — 14,4 %.